# Shannon McIntosh (filmproducente)
Shannon Lea McIntosh (Norman, 1965) is een Amerikaanse filmproducente. Ze werkte jaren in dienst van de broers Bob en Harvey Weinstein. Sinds 2013 is ze onafhankelijk producente. McIntosh is vooral bekend van haar samenwerkingen met regisseur Quentin Tarantino.

## Carrière
Shannon McIntosh werd in 1965 geboren in Norman (Oklahoma). In de jaren 1980 maakte ze carrière binnen het filmproductie- en distributiebedrijf Miramax, van de broers Bob en Harvey Weinstein. Zo was ze onder meer verantwoordelijk voor de Engelstalige versie van Hongkongse actiefilms die door Miramax uitgebracht werden in de Verenigde Staten, waaronder de Jackie Chan-films Dragon Lord (1982), Project A (1983) en Project A Part II (1987). Gedurende de jaren 1990 en 2000 ontwikkelde ze voor Miramax (korte) videodocumentaires die een blik wierpen achter de schermen van de films die door het productiebedrijf gemaakt werden. 
In 2005 richtte de Weinstein-broers met The Weinstein Company een nieuwe studio op. McIntosh maakte mee de overstap en werd binnen het bedrijf onder meer 'Executive Vice President of Production'. Als uitvoerend producente werkte ze onder meer mee aan de Quentin Tarantino-films Death Proof (2007) en Django Unchained (2012). 
Nadien ging McIntosh aan de slag als onafhankelijk producente en ontwikkelde ze de lowbudgetfilms Angels Sing (2013) en Tusk (2014). In 2015 werkte ze als producente ook mee aan de Tarantino-western The Hateful Eight.

## Filmografie
| Jaar | Titel                         | Rol                |
| ---- | ----------------------------- | ------------------ |
| 2007 | Grindhouse                    | executive producer |
| 2007 | Death Proof                   | executive producer |
| 2012 | Django Unchained              | executive producer |
| 2013 | Angels Sing                   | producer           |
| 2014 | Tusk                          | producer           |
| 2015 | The Hateful Eight             | producer           |
| 2016 | Meet the Blacks               | producer           |
| 2019 | Once Upon a Time in Hollywood | producer           |